# Fången på Karlstens fästning
Fången på Karlstens fästning è un film del 1916, diretto da Georg af Klercker.

## Trama
Il conte de Faber e i suoi collaboratori stanno conducendo senza successo degli esperimenti su un nuovo tipo di esplosivo, quando vengono a sapere che il professor Johan Plussman, in Svezia, è riuscito a realizzarlo. De Faber si reca quindi nel paese scandinavo nel tentativo di acquistare la formula. Ma non si vende facilmente un esplosivo, e Plussman rifiuta l'offerta. De Faber quindi, dopo aver narcotizzato il professore, ruba dalla sua cassaforte l'incartamento contenente la formula. Mary, la figlia di Plussman, insegue il ladro che, vistosi scoperto, temendo di essere facile bersaglio della polizia, con l'aiuto del proprio autista, rapisce la giovane. De Faber ha diversi amici – e complici – in Svezia: uno di essi è Berger, il custode della fortezza di Karlsten, attestata su un'impervia scogliera sul mare. Ed è lì che i malviventi portano Mary e la rinchiudono.
Ma non sono mancati i testimoni del rapimento. La polizia, allertata, non riesce tuttavia ad acciuffare i rapitori. Solo qualche tempo dopo Mary, astutamente, dal suo carcere, riesce a gettare in mare un classico messaggio in una bottiglia. Alcuni pescatori lo leggono, ne riportano la notizia in città e ripartono insieme a Johnson, il fidanzato di Mary, armato, alla volta di Karlsten. Il concitato inseguimento che ne scaturisce ha termine alla sommità di un'alta rupe rocciosa, sovrastante un tratto di mare particolarmente infuriato. Berger viene ucciso da un colpo di revolver esploso (impunemente, pare) da Johnson, mentre de Faber e Mary finiscono in mare, da dove la giovane donna viene tratta in salvo. Le turbinose acque si richiudono inesorabilmente su de Faber.

## Produzione
Le riprese interne sono state realizzate presso i teatri di posa della Hasselblad a Otterhällan (Göteborg); gli esterni sono stati girati a Marstrand e a Uddevalla.
Le copie della pellicola conservate allo Svensk Filminstitut constano di 4 bobine ciascuna; le lunghezze complessive delle copie variano fra i 1079 e i 1179 metri.

## Distribuzione
Il film è uscito nelle sale cinematografiche svedesi, distribuito dalla Victorias Filmbyrå, il 14 novembre 1916 al Brunkebergsteatern di Stoccolma.
Fången på Karlstens fästning è stato proiettato nel 1985 al Göteborg Film Festival, e nel 1993 alla 50ª Mostra internazionale d'arte cinematografica di Venezia.

## Accoglienza
La stampa svedese coeva ha accolto il film positivamente.
Sullo Svenska Dagbladet, a firma "Colibri", possiamo leggere: "La trama del film non è particolarmente originale, ma la realizzazione è tale da tenere lo spettatore in continua tensione. (…) Il film ha destato molto interesse per la sua brillante regia. Il regista, il tenente af Klercker, mostra di avere capacità notevoli. La sua scelta delle location nell'arcipelago di Göteborg, nella fortezza di Karlsberg e vicinanze, testimonia un gusto eccellente e una buona rispondenza all'argomento. La fotografia è di prima classe, e mostra che è possibile lavorare qui da noi anche senza mezzi eccessivamente dispendiosi, purché usati con accortezza."

## Particolarità
Spezzoni di Fången på Karlstens fästning sono stati utilizzati nel mediometraggio Från spex til sex, del 1971, di Gardar Sahlberg.